# Jewgienij Kungurcew
Jewgienij Maksimowicz Kungurcew (ros. Евгений Максимович Кунгурцев, ur. 3 października 1921 w Iżewsku, zm. 11 maja 2000 w Berdiańsku) – radziecki lotnik wojskowy, generał major lotnictwa, dwukrotny Bohater Związku Radzieckiego (1945).

## Życiorys
Urodził się w rodzinie robotniczej. W 1939 skończył niepełną szkołę średnią, od 1940 służył w Armii Czerwonej, w 1942 ukończył bałaszowską lotniczą szkołę pilotów, od lutego 1943 uczestniczył w wojnie z Niemcami. Walczył na Froncie Leningradzkim i 3 Froncie Białoruskim jako lotnik, starszy lotnik, dowódca klucza, zastępca dowódcy i dowódca eskadry 15 lotniczego pułku szturmowego gwardii 277 Lotniczej Dywizji Szturmowej Gwardii 13 Armii Powietrznej Frontu Leningradzkiego, później 15 lotniczego pułku szturmowego gwardii 1 Armii Powietrznej 3 Frontu Białoruskiego. Do października 1944 wykonał 176 lotów bojowych, strącił osobiście 1 i w grupie 6 samolotów wroga. Do lutego 1945 wykonał 210 bojowych lotów zwiadowczych i szturmowych. W 1945 został pomocnikiem dowódcy pułku lotniczego, w 1948 inspektorem-lotnikiem, w 1952 dowódcą pułku lotniczego, później zastępcą dowódcy, a w 1968 dowódcą dywizji lotniczej. W 1952 ukończył Akademię Wojskowo-Powietrzną, a w 1957 Wojskową Akademię Sztabu Generalnego, w 1964 otrzymał stopień generała majora lotnictwa, w 1968 zakończył służbę wojskową. Jego imieniem nazwano ulicę w Wotkińsku. W Iżewsku ustawiono jego popiersie, a w Berdiańsku pomnik. Na memoriale „Heroizm Szturmu Königsberga” w Królewcu upamiętniono jego nazwisko.

## Odznaczenia
- Złota Gwiazda Bohatera Związku Radzieckiego (dwukrotnie – 23 lutego 1945 i 19 kwietnia 1945)
- Order Lenina (23 lutego 1945)
- Order Czerwonego Sztandaru (czterokrotnie – 12 października 1943, 17 czerwca 1944, 2 sierpnia 1944 i 22 lutego 1968)
- Order Bohdana Chmielnickiego III klasy (14 marca 1945)
- Order Aleksandra Newskiego (2 listopada 1944)
- Order Wojny Ojczyźnianej I klasy (11 marca 1985)
- Order Czerwonego Sztandaru Pracy (4 czerwca 1981)
- Order Czerwonej Gwiazdy (dwukrotnie – 26 lipca 1943 i 30 grudnia 1956)

I medale.